# Daniel Robbins
Pour les articles homonymes, voir Robbins.
Daniel Robbins est un hacker québécois de nationalité américaine, connu pour ses contributions en logiciel libre. Il est le créateur des distributions GNU/Linux Gentoo et Funtoo et de la fondation Gentoo. 
Il est aujourd'hui le principal hacker de la communauté Funtoo, tout en travaillant depuis 2009 pour OPNET et depuis 2006 pour sa société de conseil Funtoo Technologies.

## Biographie

### Formation
Daniel Robbins commence sa carrière comme administrateur réseau de l'université du Nouveau-Mexique dans la ville d'Albuquerque aux États-Unis. Il devient alors hacker sous Stampede Linux, puis crée sa propre distribution Enoch Linux, qu'il renomme Gentoo en 2002.

### Logiciel libre

#### Gentoo Linux
Daniel Robbins est le créateur du projet Gentoo, aujourd'hui l'une des distributions GNU/Linux les plus populaires. Il fédère autour du projet une communauté mondiale organisée par la suite autour de la fondation Gentoo. Il est à l'origine des innovations technologiques du projet, dont Portage, le système de gestion des paquets utilisé par Gentoo. 
Il est par ailleurs l'auteur de la documentation originale du projet et du site officiel basé sur XML/XSLT. Il est également à l'origine de tous les graphismes et logos Gentoo.
Il reste le principal hacker du projet de 1999 à 2005mais entame un retrait progressif en 2004 pour passer plus de temps avec sa famille.

#### Fondation Gentoo
Il crée la fondation Gentoo pour assurer la protection légale du projet sur le modèle de la fondation pour le logiciel libre.

#### Funtoo Linux
Il travaille depuis 2008 sur le projet Funtoo, une distribution GNU/Linux libre basée sur Gentoo.

### Journalisme
Il rédige de 2000 à 2003 de nombreux articles publiés dans le journal électronique IBM DeveloperWorks.

### Expériences professionnelles

#### Microsoft
Du 13 juin 2005 au 9 janvier 2006, il rejoint Microsoft à Redmond (Washington), expliquant qu'il souhaitait aider Microsoft à comprendre l'Open source et les projets communautaires. Avant de quitter Gentoo, il a transféré toute la propriété intellectuelle de Gentoo vers la fondation Gentoo. Il enchaine par une autre expérience sur les technologies Microsoft .NET, de janvier à juillet 2006, chez ABC Coding Solutions à Albuquerque, la ville où il a fait ses études dans le Nouveau-Mexique. Il referme à cette occasion sa parenthèse Microsoft.

#### RTLinux
Il intègre ensuite la société FSMLabs à Socorro, toujours dans le Nouveau-Mexique, pour travailler sur le projet RTLinux. Il porte notamment RTLinuxPro sur un moteur d'exécution d'une machine virtuelle Windows.

#### Autres expériences
Il déménage à Menlo Park en Californie pour une expérience en télétravail d'août 2007 à juin 2009 dans le groupe E*TRADE, puis revient dans sa ville d'Albuquerque dans le Nouveau-Mexique et intègre la société OPNET en août 2009.

### Funtoo Technologies
Daniel Robbins est par ailleurs président de Funtoo Technologies, une société de conseil fondée en 2006. Cette activité s'inscrit dans le cadre du projet Funtoo.